# Alles Moet Weg (televisieprogramma)
Alles Moet Weg was een Belgisch amusementsprogramma met Koen Wauters uitgezonden door VTM.

## Concept
Het concept is afkomstig uit Groot-Brittannië, waar het al jaren te zien is op de zender ITV onder de titel Ant & Dec's Saturday Night Takeaway. Het concept is simpel: de week voor de uitzending wordt de kijker geacht naar de reclameblokken op de zender te kijken. Wanneer presentator Koen Wauters in beeld verschijnt, moet de kijker het codewoord dat onder in beeld staat sms'en of doorbellen. De computer selecteert dan een aantal kijkers die worden uitgenodigd om in het publiek te zitten. Iemand uit dat publiek maakt dan kans om alle producten die in dat reclameblok zaten, te winnen. Dat kan een variatie aan prijzen opleveren: van auto's tot wasmiddelen.

## Vaste programmaonderdelen
Er zijn ook enkele andere vaste onderdelen in het programma:

### Snelle Jongens
Samen met Walter Grootaers gaat Koen wekelijks de uitdaging aan om te racen tegen een ander bekend duo in een thema-voertuig dat allesbehalve alledaags is en het parcours bizar. Het hele studiopubliek speelt mee door te stemmen voor het duo dat volgens hen de race zal winnen. Iedereen die het bij het rechte eind heeft, wint een prijs.
De duo's:
- Aflevering 1: Bart Wellens en Sven Nys (veldrijders)
- Aflevering 2: Kelly Pfaff en Sam Gooris (mediakoppel)
- Aflevering 3: Regi Penxten en Karen Damen (zanger en zangeres)
- Aflevering 4: Sien De Clerck en Maria Mariën (poetsgodinnen van VTM)
- Aflevering 5: Francesca Vanthielen en Jacques Vermeire (presentatieduo Sterren op de Dansvloer)
- Aflevering 6: Valerie De Booser en Nicole Plas (echtgenotes van Koen en Walter)

### Biggiebank
Een enorm varken wordt gevuld met 5000 euro. Iemand in het land wordt verrast door Koen Wauters door live bij hem/haar binnen te vallen. Hij of zij krijgt de kans om op het varken plaats te nemen en het in beweging te zetten. Alle geld dat binnen de tijd uit het varken valt, mag de deelnemer houden.

### Koen versus
Koen daagt een andere bekende medemens uit tot een wedstrijdje 'Wie is de beste'. Tijdens dit onderdeel wordt de presentatie overgenomen door Wendy Huyghe.
De uitdagingen:
- Aflevering 1: Koen versus Pieter Loridon: van een appartementsgebouw stappen (Deze uitdaging werd pas in aflevering 2 afgewerkt wegens de slechte weersomstandigheden tijdens aflevering 1).
- Aflevering 2: Koen versus Daniëlla Somers: synchroonzwemmen.
- Aflevering 3: Koen versus Natalia Druyts: bakstenen doormidden slaan.
- Aflevering 4: Koen versus Tom Waes: summoworstelen (Oorspronkelijk was de uitdager Bart De Pauw, maar tijdens de voorbereindingsweek brak hij zijn pols toen hij aangereden werd door een fiets).
- Aflevering 5: Koen versus Kevin Janssens: eskimoteren.
- Aflevering 6: Koen versus Rob Vanoudenhoven: vrachtwagen voorttrekken.

### Altijd prijs
Er worden aan het publiek prijzen uitgedeeld. Eén of meerdere bekende Vlamingen delen de prijzen uit door een spelletje:
- Aflevering 1: Eendjes vissen met Herr Seele
- Aflevering 2: Eendjes vissen met Davy Brocatus
- Aflevering 3: Elfjesdans (soort stoelendans) met Martine Jonckheere, Stoffel Bollu, Jef De Smedt, Mieke Bouve, Anne Somers, Silvia Claes, Erik Goris, Eric Kerremans en Michael Vroemans.
- Aflevering 4: Elfjesdans met De Planckaerts
- Aflevering 5: Cupido Koen Crucke met pijl Elke Vanelderen
- Aflevering 6: Cupido Koen Crucke met pijl Eveline Hoste

### Gastomroeper
Elke week krijgt het programma ook een gastomroeper. Die stelt de prijzen voor en haalt kandidaten uit het publiek.
- Aflevering 1: Erik Van Looy
- Aflevering 2: Herman De Croo
- Aflevering 3: André Rieu
- Aflevering 4: Samson en Gert
- Aflevering 5: Tom Lenaerts
- Aflevering 6: Luc Appermont